# أليكسيس تشانتراين
جوزيف ديودوني أليكسيس تشانتراين (16 مارس 1901) لاعب كرة قدم بلجيكي معتزل كان يجيد اللعب في مركز المهاجم الخارجي الأيمن مع نادي لييج من 1923 إلى 1938 .
شارك مع منتخب بلجيكا في بطولة كأس العالم 1930 ولكنه لم يلعب أي مباراة .

## روابط خارجية
- أليكسيس تشانتراين على موقع الاتحاد الدولي (مؤرشف)  (الإنجليزية)
- أليكسيس تشانتراين على موقع الاتحاد البلجيكي (الإنجليزية)
- أليكسيس تشانتراين على موقع Soccerway.com (الإنجليزية)
- أليكسيس تشانتراين على موقع عالم كرة القدم.نت (الإنجليزية)